# Magnetorresistencia

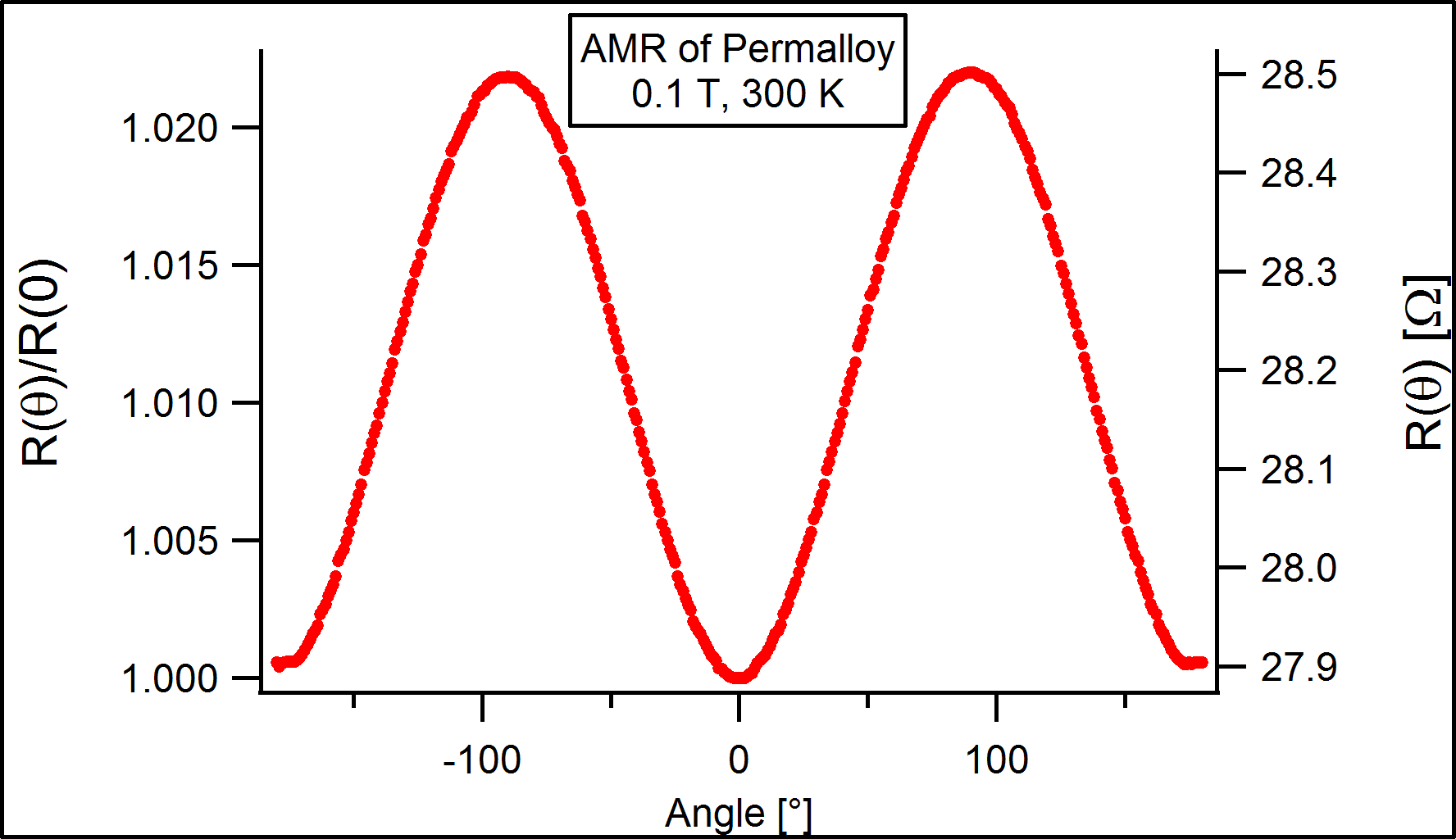
Variación de la resistencia en función del ángulo de un campo mágnetico aplicado, a temperatura ambiente, a una película de Permalloy.

La magnetorresistencia es una propiedad que tienen ciertos materiales de variar su resistencia eléctrica cuando son sometidos a un campo magnético.
Este efecto fue descubierto por William Thomson en 1857, aunque no fue capaz de disminuir la resistencia en más de un 5 % (hoy en día se llega hasta al 600 %).
Las investigaciones recientes han permitido descubrir materiales que presentan
efecto MRG (‘magnetorresistencia gigante’),
efecto MRC (‘magnetorresistencia colosal’) y
efecto TMR (‘magnetorresistencia de túnel’).
Tanto la MG como la MRG se basan en el espín de los electrones y por eso forman parte de la espintrónica.
Los ordenadores y computadoras actuales hacen uso de esta propiedad. Los discos duros utilizan bien magnetorresistencia, bien magnetorresistencia gigante. Las cabezas lectoras de los discos duros están compuestas por un grupo de elementos tal que su resistencia eléctrica depende del campo magnético.
Los bits en un disco duro se guardan como un pequeño imán. La cabeza de lectura eléctrica tiene una resistencia eléctrica (MR) que varía cuando pasa por encima del «imán pequeño» que es un bit. Por tanto, cuando un bit pasa por debajo de la cabeza lectora hay una variación de la resistencia que puede detectarse fácilmente.